# Jatropha villosa
Jatropha villosa är en törelväxtart som beskrevs av Robert Wight. Jatropha villosa ingår i släktet Jatropha och familjen törelväxter. Inga underarter finns listade i Catalogue of Life.